# Akuapem (peuple)
Pour les articles homonymes, voir Akuapem.
Les Akuapem sont une population d'Afrique de l'Ouest qui fait partie du grand groupe des Akans. Ils vivent principalement au Ghana, au sud de la Région orientale.

## Ethnonymie
Selon les sources et le contexte, on rencontre différentes formes : Akuapems, Akuapem Twi, Akwapem, Akwapems, Akwapem Twi, Akwapim, 
Akwapims, Akwapim Twi, Akwapin, Tchi, Tschwi, Tshi, Twi.

## Langue
Ils parlent l'akuapem (ou akwapim), l'un des dialectes akan, qui font partie des langues kwa.

## Royaume d'Akuapem
Le royaume d'Akuapem est un royaume traditionnel, formant depuis 1773 une double monarchie avec le royaume d'Akropong. Le souverain d'Akuapem porte le titre d'Akuapemhene. Le roi actuel est Oseadeeyo Kwasi Akuffo III.

### Liste des rois
- ???? - ???? : Safori
- ???? - ???? : Nana Okyerema Manukure
- ???? - ???? : Nana Ofei Boa
- ???? - ???? : Nana Ofei Amanapa
- ???? - ???? : Nana Ofei Ntoakyerewa
- ???? - vers 1730 : Nana Amaniafim
- 1730 - 1731 : Nana Ofori Kuma Ier
- 1731 - 1742 : Nana Fianko Betuafo
- 1742 - 1765 : Nana Kwapon Kyerefo
- 1765 - 1792 : Nana Obuobi Atiemo
- 1792 - 1802 : Nana Awuku Fenenee
- Septembre 1802 - Décembre 1802 : Nana Ohene Kuma
- Décembre 1802 - 1816 : Nana Kwao Saforo Twie
- 1816 - 1836 : Nana Addo Dankwa Ier
- 1837 - 1er novembre 1845 : Nana Adum Tokori
- 1846 - 1866 : Nana Kwadade Ier
- 1866 - 1876 : Nana Asa Krefa
- 1876 - 1879 : Nana Kwame Tawia
- 1880 - 1895 : Nana Kwame Fori Ier
- 1895 - 1907 : Nana Kwasi Akuffo (1er règne)
- 1907 - 8 mai 1914 : Nana Charles Owusu Ansa
- 23 mai 1914 - Mai 1919 : Nana Ofori Kuma II (1er règne)
- Mai 1919 - 1920 : Interrègne
- 1920 - 1927 : Nana Kwasi Akuffo (2ème règne)
- 1927 - 1930 : Addo Dankwa II
- 1930 - 1932 : Interrègne
- 1932 - 1941 : Nana Ofori Kuma II (2ème règne)
- 1941 - 1944 : Interrègne
- 1944 - 1945 : Nana Kwadade II
- 1945 - 1949 : Nana Kwame Fori II (1er règne)
- 1949 - 1959 : Nana Twumhene
- 1959 - après 1972 : Nana Kwame Fori II (2ème règne)
- 1974 - 2015 : Nana Addo Dankwa III
- 2015 - 2020 : Interrègne
- Depuis 2020 : Oseadeeyo Kwasi Akuffo III